# Coleville
Coleville es un lugar designado por el censo ubicado en el condado de Mono en el estado estadounidense de California. En el año 2010 tenía una población de 495 habitantes.

## Geografía
Coleville se encuentra ubicado en las coordenadas 38°33′56″N 119°30′25″O / 38.56556, -119.50694.